# 格拉斯曼定律
格拉斯曼定律（英语：Grassmann's law 德语：das Graßmannsches Gesetz）是一条印欧语语言学领域的读音异化定律，它由德国数学学家、语言学家赫尔曼·格拉斯曼在1862年提出，是对格里姆定律的补充。 
格里姆定律揭示了原始印欧语到日耳曼语演变过程中辅音的转换关系，其中原始印欧语中的送气浊塞音*bh、*dh、*gh先是转变为日耳曼语中相同发音部位的浊擦音，随后又变成不送气浊塞音*b、*d、*g。原始印欧语的这组送气浊塞音对应梵语的bh、dh、gh；拉丁语的f、θ、h；古希腊语的ph、th、kh。按：对于这组音音值的构拟，意见并不统一，有学者根据梵语拟为送气浊塞音，有的学者根据古希腊语拟为送气清塞音，但可以肯定这是一组送气音，所以有些语言学教材直接用A（aspiratae，送气音）来表示它。我们这里按比较流行的说法，认为它是送气浊塞音。
例如：
梵语：bhrātar>英语：brother
梵语：vidhávā>英语：widow
拉丁语：hostis（源于原始印欧语*ghost-）>德语：Gast
从这个定律出发，我们不难推断出这样的结论：印欧语系中，日耳曼语中的b、d、g对应非日耳曼语中的bh、dh、gh。但在古希腊语和梵语中却出现例外：
梵语：[bo:dha:mi]
古希腊语：[pewthomaj]
古英语：[be:odan]
不难发现，古英语中第一个b不是对应梵语的bh、古希腊语的ph，而是对应其中的不送气浊塞音。这样的例外在把音节重叠（德语：Reduplikation）作为屈折变化的手段时体现的尤为明显：例如吠陀梵语有词根dhā-，由它派生的动词第一人称单数现在时形式并非*dhá-dhā-mi，而是 dádhāmi。
格拉斯曼对此作出解释：如果原始印欧语中两个相邻音节均包含送气浊塞音，那么梵语和古希腊语的第一个送气音被异化为不送气音。由此可以推测从原始印欧语到古希腊语的演化过程中，还经历了一个浊音清化的过程。
例如： 原始印欧语：*[bhewdhomaj]>过渡形式：*[phewthomaj]>古希腊语：[pewthomaj]
梵语则没有经历浊音清化的过程，所以读音异化后只是失去了送气特征，而依然保留了浊音的读法。